# Noye
De Noye is een rivier in Hauts-de-France, Frankrijk. Hij ontspringt in Vendeuil-Caply (departement Oise) en mondt uit in de Somme bij Amiens (departement Somme).